# アイム・ソー・エキサイテッド!
『アイム・ソー・エキサイテッド!』（原題：Los amantes pasajeros）は、ペドロ・アルモドバル監督・脚本による2013年のスペインのコメディ映画である。出演はハビエル・カマラ、セシリア・ロス、ロラ・ドゥエニャス、ラウール・アレバロら。

## あらすじ
マドリード発メキシコシティ行きの飛行機は、機体トラブルのため着陸できず上空にとどまっていた。ビジネスクラスのフライトアテンダントであるゲイ3人組は、あの手この手で乗客たちを落ち着かせようとするもうまくいかない。そして、個性的な乗客たちの緊張も極限に達してしまい、事態は悪くなるばかりだった。

## キャスト
- ホセラ（チーフCA） - ハビエル・カマラ（日本語吹替：飛田展男）
- アレックス（機長） - アントニオ・デ・ラ・トーレ（日本語吹替：滝知史）
- ウジョア (CA) - ラウール・アレバロ（日本語吹替：小田柿悠太）
- ファハス (CA) - カルロス・アレセス（英語版）（日本語吹替：長洋平）
- ベニート（副機長） - ウーゴ・シルバ（英語版）（日本語吹替：松本忍）
- ブルーノ（予知能力者） - ロラ・ドゥエニャス（日本語吹替：西川侑津佳）
- ノルマ（SMの女王様） - セシリア・ロス（日本語吹替：勝生真沙子）
- リカルド（俳優） - ギレルモ・トレド（英語版）（日本語吹替：さかき孝輔）
- 新郎 - ミゲル・アンヘル・シルベストレ（英語版）（日本語吹替：岩城泰司）
- 新婦 - ラヤ・マルティ（日本語吹替：堀越知恵）
- インファンテ（警備アドバイザー） - ホセ・マリア・ヤスピク（英語版）（日本語吹替：桂一雅）
- マス（銀行頭取） - ホセ・ルイス・トリホ（日本語吹替：尾花かんじ）
- ルディ（リカルドの元恋人） - ブランカ・スアレス（日本語吹替：堀越知恵）

カメオ出演
- レオン（整備士） - アントニオ・バンデラス
- ジェシー - ペネロペ・クルス
- アルバ - パス・ベガ
- アルバの母 - スシ・サンチェス
- ラ・ポルテラ - カルメン・マチ

## 製作
本作はプリセールスまでにエル・デセオによって出資された。撮影は2012年7月9日よりマドリードで始まった。

## 公開
スペインでは2013年3月8日より封切られた。アメリカ合衆国ではソニー・ピクチャーズ クラシックスが配給権を獲得し、2013年6月28日より封切られた。

### 批評家の反応
Rotten Tomatoesでは112件の批評家レビューで支持率は47%、平均点は5.6/10となった。Metacriticでは36件のレビューで加重平均値は55/100となった。